# Le Secret des baleines

Le Secret des baleines est un téléfilm franco-allemand en deux parties, réalisé par Philipp Kadelbach, diffusé entre le 3 janvier 2010 et 4 janvier 2010 sur ZDF.
En France elle a été diffusée sur France 3, le 28 mai 2011

## Synopsis
Une jeune fille en difficulté retrouve un père passionné par la défense des baleines.

## Fiche technique
- Titre original : Das Geheimnis der Wale
- Réalisateur : Philipp Kadelbach
- Scénaristes : Matthias Popp, Richard Reitinger, Natalie Scharf
- Musique interprétée par l'Orchestre National de Francfort
- Compositeur : Karim Sebastian Elias
- Décors : Sylvain Gingras
- Durée : 170 min (2 x 85 min)
- Diffusions :
- 3 janvier 2010 sur ZDF (première partie)
- 4 janvier 2010 sur ZDF (seconde partie)
- 28 mai 2011 sur France 3 (première et seconde partie)

## Distribution
- Veronica Ferres : Anna Waldmann
- Christophe Lambert : Chris Cassell
- Fritz Karl : Steven Thomson (le maire)
- Mario Adorf : Johannes Waldmann (père d'Anna)
- Alicia von Rittberg : Charlotte Waldmann (fille d'Anna et petite-fille de Johannes)
- Joe Dekkers-Reihana : Paka
- Clemens Schick : Eric Cluster (assistant de Johannes Waldmann)
- Elena Uhlig : Rena Capelli
- Rawiri Paratene : Amiri Mamoe (père de Paka)

## Version française (postsynchronisation)
- Barbara Delsol : Anna Waldmann
- Christophe Lambert : Chris Cassell
- Stéphane Ronchewski : Steven Thomson
- Philippe Catoire : Johannes Waldmann
- Claire Bouanich : Charlotte Waldmann
- Simon Koukissa : Paka
- Sébastien Desjours : Eric Cluster
- Julie Dumas : Rena Capelli
- Lionel Henry : Amiri Mamoe
- Sybille Tureau : Karuna
- Nathalie Kanoui : Sandra
- Marcel Guido : Léo Sanders
- Anne-Marie Haudebourg: Judith